# Museo dell’Opera del Duomo (Siena)
Das Museo dell’Opera della Metropolitana, auch bekannt als Museo dell’Opera del Duomo von Siena, befindet sich an der Kathedrale im rechten Seitenschiff des „Neuen Domes“, eines nie abgeschlossenen Ausbauprojektes aus dem vierzehnten Jahrhundert.
In der Galerie werden Werke aus der Kathedrale gesammelt (der „Metropolitansitz“ ist genau genommen der Sitz eines Erzbischofs), unter denen sich der Großteil der künstlerischen Arbeiten von Duccio di Buoninsegna befinden, mit dem absoluten Meisterwerk, der Maestà, das einst den Hochaltar des Doms schmückte, und dem Farbglasfenster, das der Mariä Himmelfahrt gewidmet ist und hoch in der Apsis platziert wurde. Die Skulpturen von Giovanni Pisano (von der Fassade entfernt), Donatello, Jacopo della Quercia, Giovanni Dupré usw., die heute im Erdgeschoss des Museums ausgestellt sind, gehörten ebenfalls zur Ausstattung der Kathedrale.
Zu den Gemälden gehören Werke von Pietro und Ambrogio Lorenzetti, Gregorio di Cecco, Sano di Pietro, Matteo di Giovanni, Domenico Beccafumi, Francesco di Valdambrino.

## Geschichte
Das Museum wurde 1869 gegründet und seither mehrfach vergrößert und renoviert.

## Ausstellungsrundgang

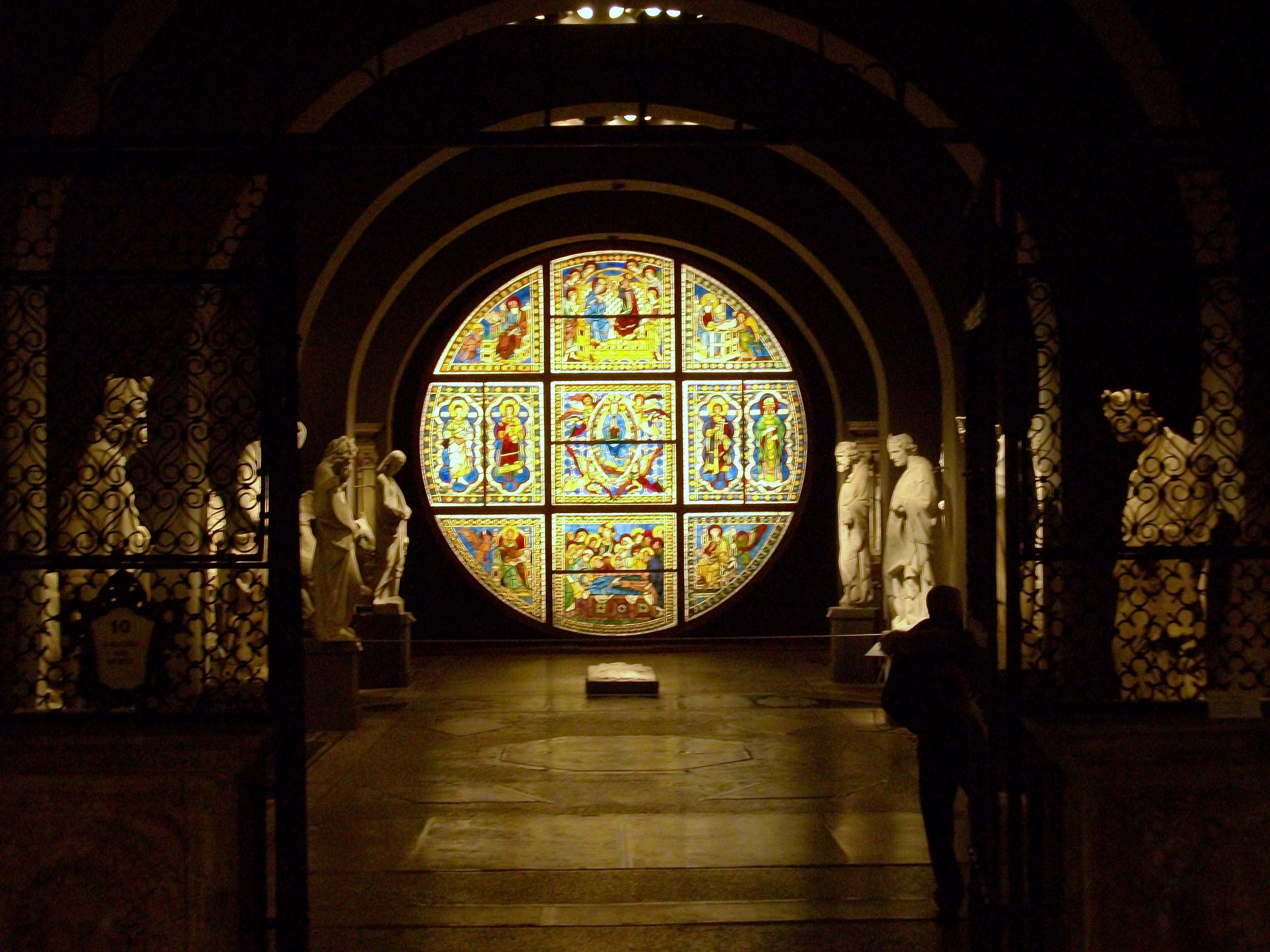
Der Salon mit dem Farbglasfenster von Duccio

### Salon
Das Museum ist von einem Saal aus zugänglich, in dem Architekturfragmente und Skulpturen sowohl von der Fassade als auch von den Seiten und dem Inneren des Doms ausgestellt sind.
Ein großes schmiedeeisernes Tor aus dem fünfzehnten Jahrhundert, das auf Brüstung aus der Schule von Nicola Pisano ruht, teilt diesen Raum in zwei Bereiche. Im ersten sind Hochreliefs mit der Verkündigung, der Flucht nach Ägypten und der Anbetung der Könige aus der Kirche San Giovanni Battista in Ponte allo Spino bei Sovicille vom Ende des 13. Jahrhunderts zu sehen. Gefolgt von einer Front mit Sarkophagen der Kaiserzeit mit Meeresgottheiten, einem Marmorpluto mit der Mater Ecclesiae unter den Symbolen der Evangelisten aus der Schule von Giovanni Pisano, einem Relief mit dem Heiligen Bernhard von Urbano da Cortona und einem Löwen von Giovanni Pisano.
Unmittelbar angefertigte Duplikate der zwei beseitigten sienesischen Wölfe, die sich auf den Säulen vor der Fassade des Doms befanden, einer, der Giovanni Pisano, und einer, der Urbano da Cortona zugeschrieben wird. Im Zentrum steht die Madonna der Vergebung von Donatello, vom zerstörten Kreuzportal des Domes, und das Relief mit der Madonna mit dem Kind, dem Heiligen Hieronymus und Kardinal Antonio Casini kniend von Jacopo della Quercia, einem späten Werk, das bereits auf dem Altar der Casini stand. Die zehn Statuen an den Säulen stammen von Giovanni Pisano (1284–1296) und waren ursprünglich an der Domfassade: von links Moses, Maria von Moses, Simeon, eine Sibylle, Jesaja, Bileam, David, Abacuc, Platon, Salomon. Andere Statuen aus dem vierzehnten Jahrhundert, zwischen den Säulen, stammen aus der Schule des Künstlers, mit wahrscheinlichen Eingriffen des Meisters. Die beiden Stiere und das Pferd sind auch ein Werk von Giovanni Pisano.
Die Fragmente der Madonna mit dem Kind und den Vorfahren Christi, die oben links hängen, werden Giovanni di Cecco (ca. 1377) zugeschrieben und stammen aus der Einrahmung der Rosette. Das große Glasfenster an der Rückwand, mit der Aufnahme Marias in den Himmel, wurde von Duccio entworfen. Auf dem Boden der Grabstein von Tommaso Pecci aus dem 14. Jahrhundert und verschiedene Originalfragmente des Bodens inner- und außerhalb des Doms, darunter die Priesterweihe Nastagio di Gasparre (1450), sechs Sechsecke mit den Lebensaltern des Menschen von Antonio Federighi (1475) und vier kleine biblische Episoden nach einem Entwurf von Beccafumi.

### Erste Etage

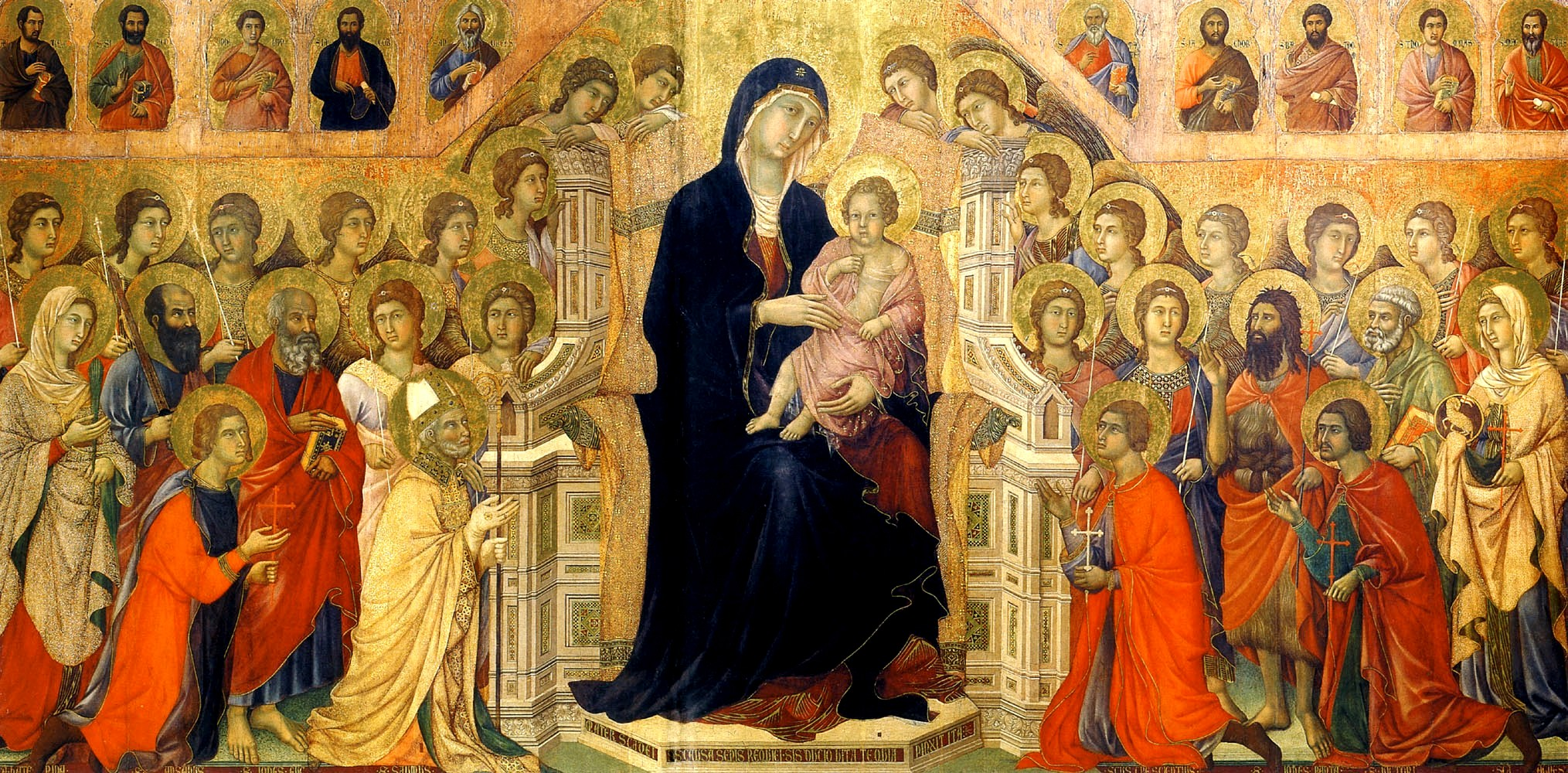
Duccio, Maestà des Domes von Siena

Im ersten Stock befindet sich die Sala di Duccio, dominiert von der Maestà des Domes von Siena und den Tafeln, aus denen sich der Rücken, die Predella und die Spitzen zusammensetzen. Ein Meisterwerk, mit dem die glanzvolle Periode der sienesischen Malerei begann. Der Raum beherbergt ein weiteres Meisterwerk, die Geburt der Jungfrau (1342) von Pietro Lorenzetti, auch von einem Altar im Dom und die Madonna von Crevole, eine Jugendarbeit von Duccio.
Eine Tür auf der rechten Seite führt zu einem Raum, in dem drei von Riccio entworfene Kleiderschränke aus dem 16. Jahrhundert, mit Holzstatuen von Jacopo della Quercia und seinen Mitarbeitern, stehen. In einem weiteren Nebenraum befindet sich ein Holzkreuz aus dem vierzehnten Jahrhundert mit zwei Leidenden von Domenico di Niccolò dei Cori, aus der Chiesa di San Pietro a Ovile (1417).
Von der Sala di Duccio aus gelangt man auch in einen Raum, der originale architektonische Elemente des Neuen Domes und Zeichnungen aus dem 19. Jahrhundert enthält, die sich auf den Fußboden des Doms beziehen, sowie Skizzen für die Mosaike der Fassade von Alessandro Alessandro Franchi und Luigi Mussini. In den Vitrinen Handschriften (14. und 15. Jahrhundert) und verschiedene Zeichnungen zu Entwürfen für den Dom, einschließlich eines Pergaments mit einem Entwurf für den Campanile von Florenz, von denen einige glauben, dass sie mit einem Autogramm von Giotto versehen sind. Hier befindet sich auch die Bronzestatue des auferstandenen Christus von Fulvio Signorini (1592).

### Schatzkammer

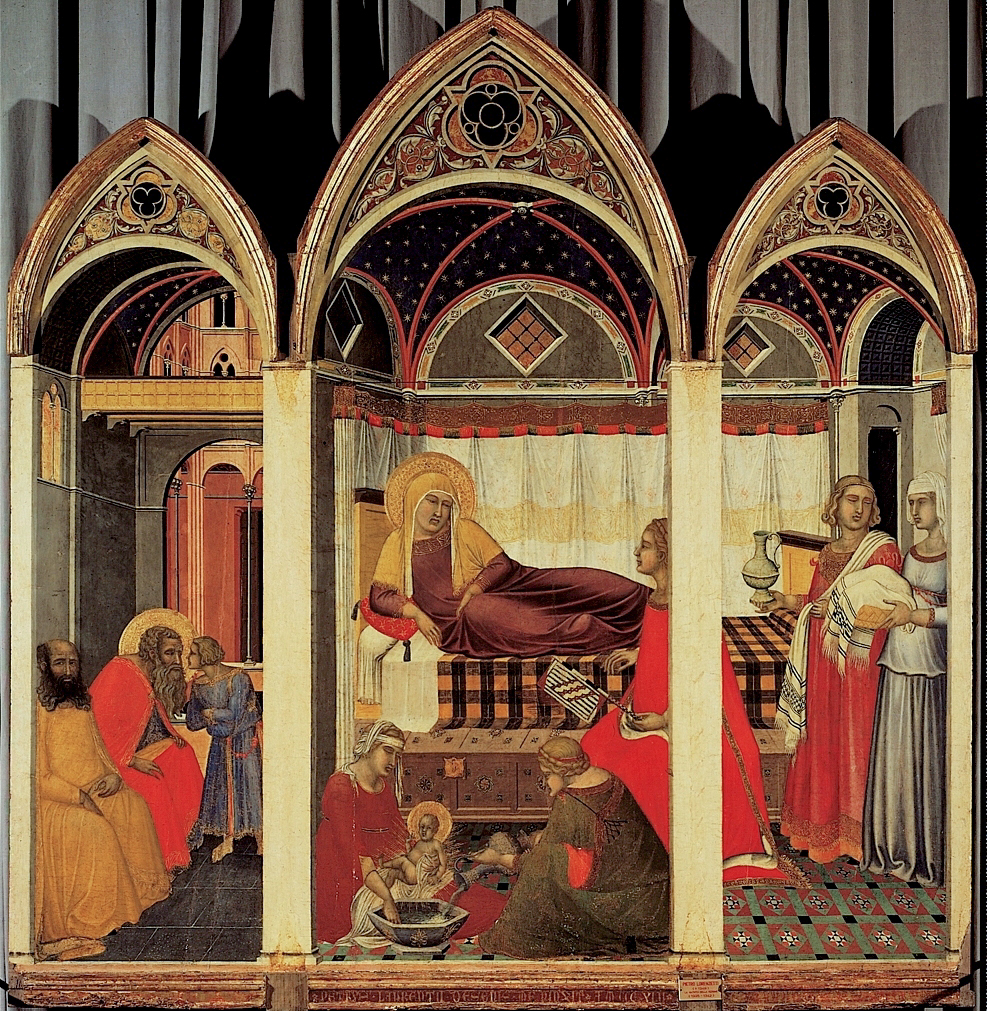
Pietro Lorenzetti, Geburt der Jungfrau

Entlang der Treppe zwischen dem ersten und zweiten Stockwerk, wo ein hölzernes Kruzifix aus dem 14. Jahrhundert hängt, befindet sich die Sala del Tesoro (Schatzkammer), in der sich die wertvollsten Einrichtungsgegenstände der Kathedrale befinden. In der Mitte steht ein Reliquiar von San Galgano, der gleichnamigen Abtei, aus vergoldetem Silber, geprägt und mit filigranen Emaillearbeiten aus dem späten 13. Jahrhundert verziert. Aus der gleichen Zeit stammt die Krone von St. Galgano, mit Emaillearbeiten. Das Reliquiar vom Heiligen Clemens hingegen stammt aus dem siebzehnten Jahrhundert und ist aus vergoldeter Bronze mit Arbeiten aus Bergkristall.
Unter den anderen Goldschmiedearbeiten sticht das Reliquiar des Armes des Täufers von Francesco d’Antonio hervor (1466).
Ein Heiliger Johannes stammt aus einer Gruppe der Pieta und ist eine Terrakotta-Skulptur von Giacomo Cozzarelli, wahrscheinlich aus der Basilica dell’Osservanza, während die Statue vom Heiligen Savino von Guido di Giovanni del Tonghio (1395) stammt und um 1400 von Paolo di Giovanni Fei mehrfarbig verchromt wurde. Weitere kleinere Skulpturen sind eine Entwurf von Bernini mit dem Heiligen Hieronymus, ein Kruzifix von Giovanni Pisano, neben den gemalten Bildern des Leidens von Giovanni di Paolo, die bunten Holzbüsten der Heiligen Crescenzia, Vittore und Savino, Meisterwerke von Francesco di Valdambrino von 1409; die zwölf Entwürfe von Apostelstatuen von Giuseppe Mazzuoli waren Modelle von Statuen aus dem Dom und befinden sich heute in der Oratorianerkirche von London.
Unter den kleinen Gemälden befindet sich eine Tafel aus der Schule von Duccio mit der Madonna und Kind.
In einem kleinen Nebenraum befindet sich der Schatz der Gelübde-Kapelle, der aus liturgischen Gegenständen besteht, welche von Alessandro VII Chigi gestiftet wurden, darunter Objekte mit Emaillearbeiten und Bergkristallen, die von französischen und deutsch-flämischen Goldschmieden geschaffen wurden, die in der ersten Hälfte des siebzehnten Jahrhunderts in Rom arbeiteten.

### Zweite Etage

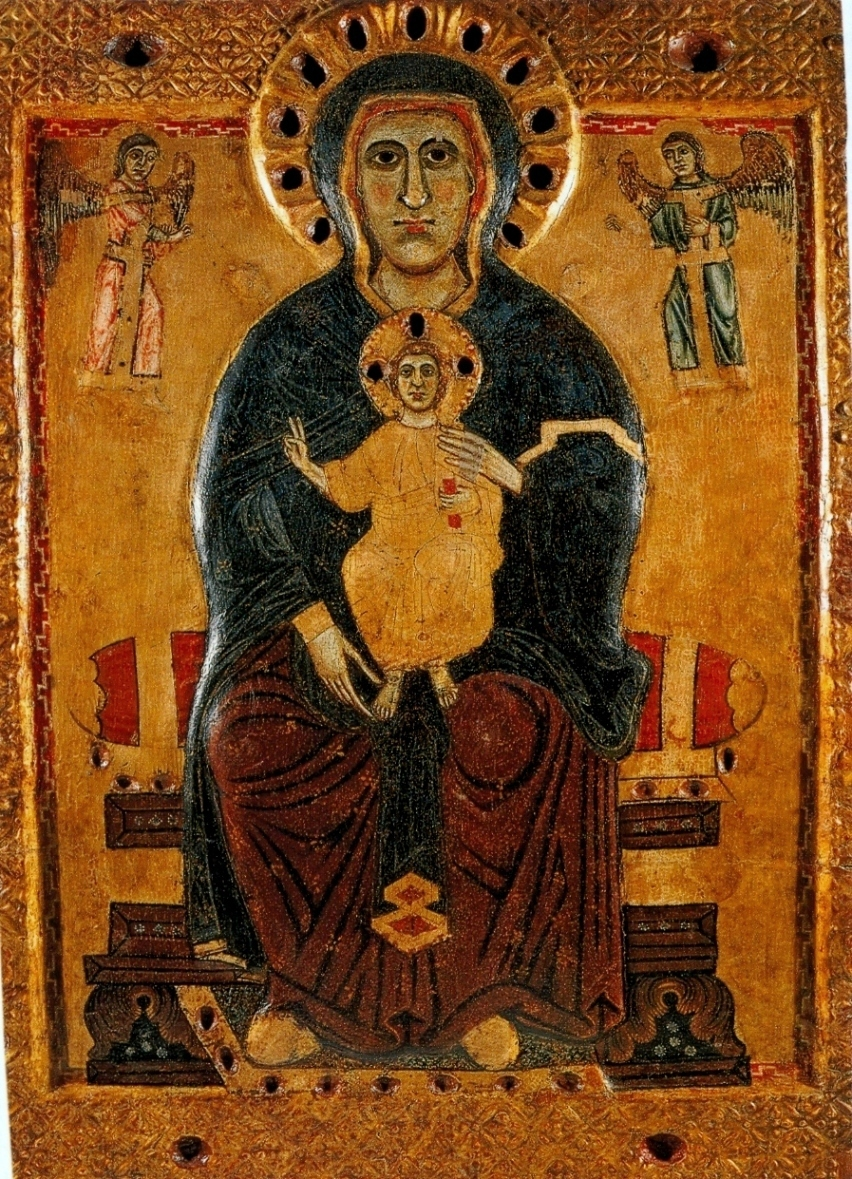
Madonna mit den großen Augen

In der zweiten Etage befindet sich der Raum der Madonna mit den großen Augen, die ihren Namen von einer Tafel aus dem zweiten Viertel des dreizehnten Jahrhunderts hat, welche der Meister von Tressa, teilweise mit Relief gemalt hat, vor der die Vertreter der Stadt am Vorabend der Schlacht von Montaperti (1260) ein Gelübde ablegten. Hier befinden sich einige Werke von Sano di Pietro, wie die Predigt des Heiligen Bernhard auf der Piazza del Campo und die Predigt des Heiligen Bernhard auf der Piazza San Francesco (1440–1450), welche die Gebäude, die Kleidung und das Leben der damaligen Zeit anschaulich zeigen. Er malte auch einen Heiligen Bernhard in Glorie auf Holz (um 1450) und eine Madonna mit Kind, Engeln und Heiligen Apollonia und Bernhard aus der Chiesa di Sant’Andrea a Frontignano.
Vier Seitenheilige kommen von einem Polyptychon von Ambrogio Lorenzetti (1320–1330) während die neun Täfelchen mit dem Glaubensbekenntnis Giovanni di Bindo zugeordnet werden. Der Heilige Hieronimus ist von Giovanni di Paolo und die vier Sargköpfe von Sodoma (1426–1427). Weitere Werke sind die auf zweit Seiten bemalten Türen (Geschichte des Kreuzes und Engelsbüsten) von Benedetto di Bindo und Helfern (1411–12), ehemals Teil eines Reliquienschrankes im Dom, eine Madonna mit Kind welche Sassetta (ca. 1435) zugeschrieben wird, ein Täfelchen mit der Erscheinung des Heiligen Franziskus im Kapitel von Arles von Giovanni di Paolo, das Polyptichon der Madonna mit Milch und Heiligen von Gregorio di Cecco (1423), die Madonna mit Kind von Pellegrino di Mariano.

### Treppenabsatz

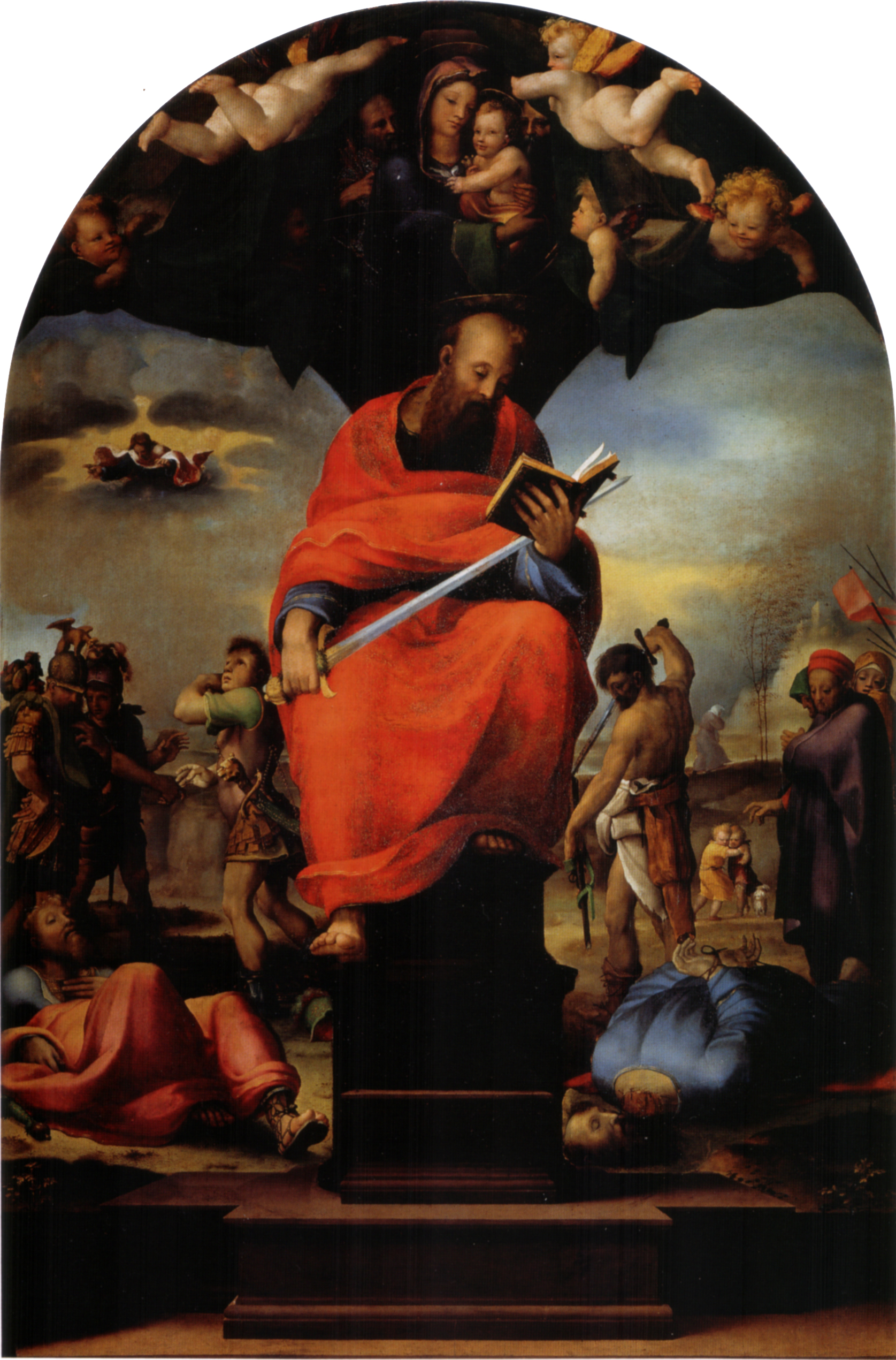
Beccafuni, Heiliger Paulus auf dem Thron, ca. 1515

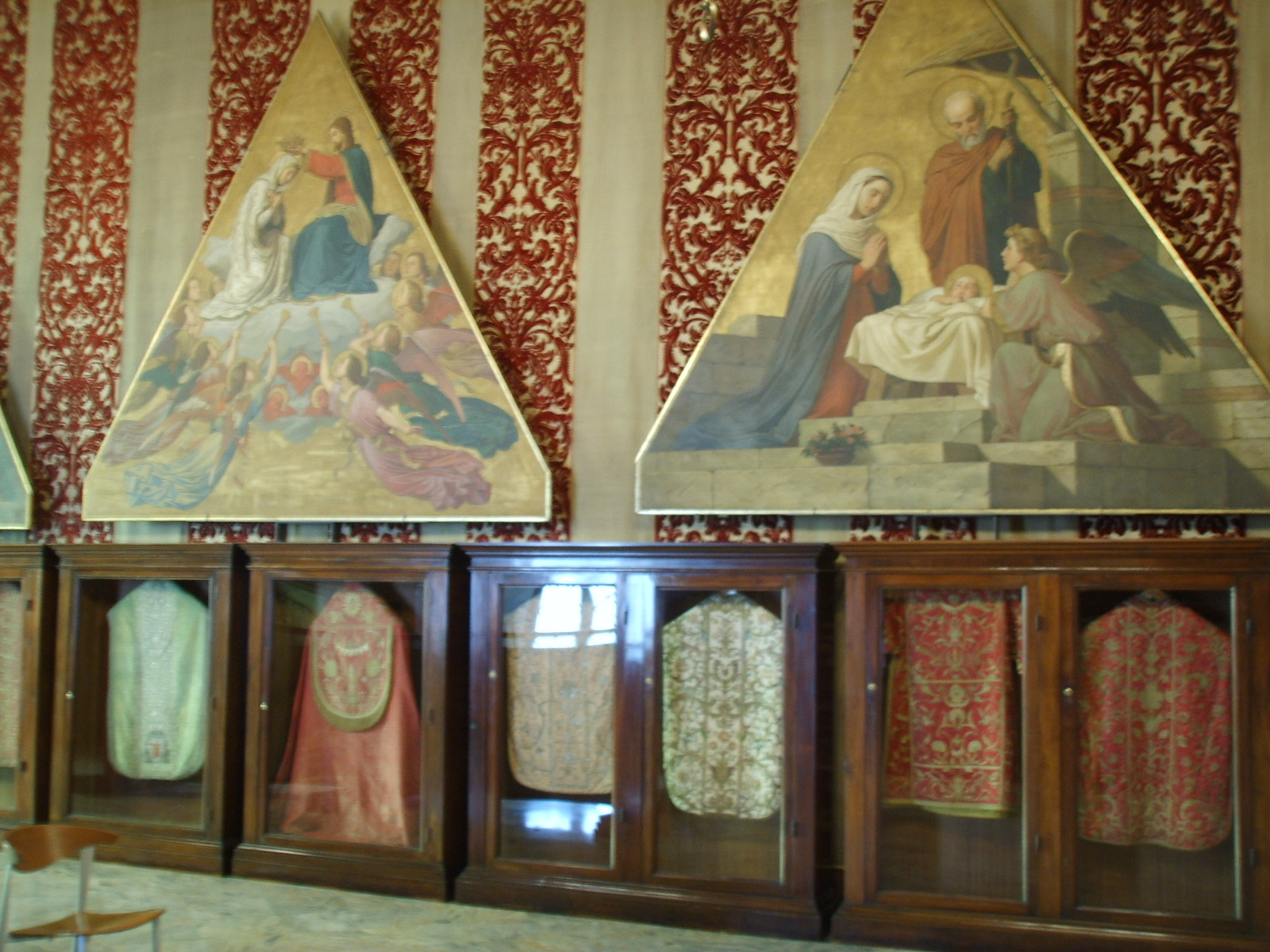
Raum der Gewänder

Vom Treppenabsatz aus kann man auch den Saloncino dei Conversari erreichen, wo Vittorio Alfieri 1777 einige seiner Tragödien gelesen hat. Dieser Raum ist heute mit verschiedenen Gemälden auf Leinwand und auf Holz dekoriert: Heiliger Antonius von Padua Matteo Balducci zugeschrieben, Madonna auf dem Thron zwischen Heiligen von Matteo di Giovanni (1479), Musizierende Engel von Girolamo Magagni genannt "Giomo del Sodoma", die Madonna auf dem Thron zwischen den Heiligen Antonius von Padua und Bernhard, erstes bekanntes Werk von Matteo di Giovanni (signiert und datiert 1460), Heiliger Paulus auf dem Thron von Domenico Beccafumi (ca. 1515), die Madonna mit Kind zwischen den Heiligen Antonius Abate und Agata von Cristoforo Roncalli (1576), ein Letztes Abendmahl aus dem siebzehnten Jahrhundert von einem unbekannten Künstler, Heilige Cosma und Heiliger Damian von Bernardino Mei, Grablegung und Christus vor Pilatus von Luca Giordano, die Heilige Familie Riccio zugeschrieben, die Auferstehung von Girolamo Genga.
Unter den Gemälden befinden sich verschiedene Altartücher. An der Wand der Passage befinden sich ein verkündender Engel und eine Maria Verkündigung in Terrakotta, die auf die Tätigkeiten des Bildhauers Beccafumi verweisen (ca. 1541).
Es folgt ein Raum, dessen Wand mit Tüchern aus dem ehemaligen Kloster von Campansi verkleidet ist, mit einer Sammlung von Messgewändern aus dem 16. bis 19. Jahrhundert. Auf der linken Seite, vor dem Fenster, befindet sich die Marmorskulptur des schlafenden Kindes von Giovanni Dupré.

### Weitere Bereiche
Zwei Wendeltreppen führen auf die Terrasse der Facciatone (die unvollendete Erweiterung des Doms, von facciata = Fassade), von der aus man einen außergewöhnlichen Blick auf den Dom und die Stadt genießen kann. Andere Räume sind den Skulpturen gewidmet, die von den Seiten des Doms kommen. Der Ausgang erfolgt durch den Durchgang zur Chiesa di San Niccolò in Sasso auf der Rückseite der Via del Poggio. Der Raum ist durch eine homogene Dekoration des späten sechzehnten bis frühen siebzehnten Jahrhunderts gekennzeichnet, mit Stuck, Fresken und Altarbildern von Francesco und Raffaello Vanni, Rutilio Manetti und Niccolò Tornioli.

## Werke
Maestro di Tressa
- Madonna mit den großen Augen, ca. 1225

Duccio di Buoninsegna
- Glasfenster des Domes von Siena, 1287–1288
- Madonna von Crevole, ca. 1283–1284
- Maestà, 1308–1311

Pietro Lorenzetti
- Geburt der Jungfrau, 1335–1342
- Auferstehung Christi, 1336–1337

Donatello
- Madonna der Vergebung, 1457–1459

Domenico Beccafumi
- Heiliger Paulus auf dem Thron, ca. 1515

## Anhang
1. ↑  Toscana. Guida d’Italia. 2003, S. 532.
2. 1 2 3 4  Toscana. Guida d’Italia. 2003, S. 533.
3. 1 2 3 4  Toscana. Guida d’Italia. 2003, S. 534.
4. 1 2 3 4 5 6 7 8 9  Toscana. Guida d’Italia. 2003, S. 535.
5. 1 2 3 4  Toscana. Guida d’Italia. 2003, S. 536.
6. ↑  Bambini addormentati nell'arte purista da Giovanni Dupré a Tito Sarrocchi. In: Finestre sull'Arte. Abgerufen am 5. Januar 2019 (italienisch).
7. ↑  https://www.tripadvisor.de/Attraction_Review-g187902-d3746035-Reviews-Facciatone-Siena_Tuscany.html